# Шлях до слави: Лянча проти Ауді
«Шлях до слави: Лянча проти Ауді» (англ. Race for Glory: Audi vs. Lancia) — італо-британський фільм 2024 року про автоперегони. Сюжет фільму заснований на реальних подіях та розповідає про суперництво команд Audi Quattro та Lancia 037 на Чемпіонаті світу з ралі 1983 року. Режисером фільму став Стефано Мордіні, а головні ролі виконали Даніель Брюль та Ріккардо Скамарчо. Вихід картини відбувся 5 січня 2024 року.

## Синопсис
На Чемпіонаті світу з ралі 1983 року між командою Audi Sport GmbH і командою Lancia Abarth розгортається суперництво, в якому німецька команда стає фаворитом у боротьбі за славу.

## У ролях
- Даніель Брюль — Роланд Гумперт[en]
- Ріккардо Скамарчо — Чезаре Фьоріо[en]
- Фолькер Брух[en] — Вальтер Рерль[en]
- Кеті Кларксон-Гілл[en] — Джейн Мак-Кой
- Естер Гаррель[en] — Мішель Мутон[en]
- Ребекка Бусі — Фабріція Понс[en]
- Аксель Галлуа — Іспетторе Дюпон
- Гейлі Беннетт — журналістка

## Виробництво
Фільм, що спочатку називався «2 Win», спродюсований Джеремі Томасом спільно з Ріккардо Скамарчо, а Recorded Picture Company і Metropolitan Films виступають співпродюсерами. Кінопрокатом в Італії займається компанія RAI, а у світовому кінопрокаті — HanWay Films. Фільм був представлений покупцям на Каннському кіноринку. У грудні 2023 року назва фільму було змінено на «Race for Glory: Audi vs. Lancia».
Зйомки пройшли в Італії та Греції, в тому числі деякі в місцях, де відбувалися описувані події, такі як офіс Lancia та Circuito di Balocco. Сценарій написали Філіппо Болонья, Мордіні та Скамарчо. Скамарчо також є продюсером. Основні зйомки розпочалися в Турині 16 травня 2022.
До 6 серпня 2022 року фільм знаходився на стадії поствиробництва.

## Випуск
Прем'єра у світі відбулася 6 січня 2024 року, в Україні — 1 лютого 2024 року (прокатник Ukrainian Film Distribution).